# La Vraie-Croix
La Vraie-Croix är en kommun i departementet Morbihan i regionen Bretagne i nordvästra Frankrike. Kommunen ligger i kantonen Elven som tillhör arrondissementet Vannes. År 2022 hade La Vraie-Croix 1 484 invånare.

## Befolkningsutveckling
Antalet invånare i kommunen La Vraie-Croix
| Referens: INSEE |